# ウファ (小惑星)
ウファ (8498 Ufa) は小惑星帯に位置する小惑星である。ロシア（当時はソ連）のクリミア天体物理天文台でリュドミーラ・ジュラヴリョーワが発見した。
ロシア連邦中央部に位置するバシコルトスタン共和国（バシキリア）の首都、ウファから命名された。